# (6647) Josse
(6647) Josse es un asteroide perteneciente al cinturón de asteroides, descubierto el 8 de abril de 1991 por Eric Walter Elst desde el Observatorio de La Silla, Chile.

## Designación y nombre
Designado provisionalmente como 1991 GG5. Fue nombrado en honor a Raymond Josse (1914-2001), graduado de la Escuela Militar del Aire y de la Escuela Nacional Superior de Aeronáutica, quien ocupó importantes cargos en el gobierno francés. También es miembro de la Sociedad de Amigos de Jean de La Fontaine, uno de sus antepasados, así como de la Sociedad Astronómica de Francia. Es autor de unos 100 artículos sobre temas históricos y técnicos. Durante las festividades de 1995 con motivo del 300 aniversario de la muerte de De La Fontaine en Château Thierry, se hizo muy amigo de la familia Elst.

## Características orbitales
Josse está situado a una distancia media del Sol de 2,206 ua, pudiendo alejarse hasta 2,639 ua y acercarse hasta 1,773 ua. Su excentricidad es 0,196 y la inclinación orbital 1,144 grados. Emplea 1197,01 días en completar una órbita alrededor del Sol.

## Características físicas
La magnitud absoluta de Josse es 15,15. Tiene 6,519 km de diámetro. Su albedo se estima en 0,050.